# Luís Filipe Tavares
Luís Filipe Lopes Tavares, né le 25 août 1965 à Praia, est un homme politique cap-verdien, ministre des Affaires étrangères, des Communautés et de la Défense depuis le 22 avril 2016.

## Biographie
Diplômé en géographie et en politiques locales de l'Université de Rouen-Normandie, il détient également un diplôme en développement local du Centre international de formation de l'Organisation internationale du travail (OIT) de Turin.
Il occupe différents postes dans l'administration publique cap-verdienne, centrale et locale, et se fait élire conseiller municipal de Praia. Il enseigne à l'université du Cap-Vert et en est l'administrateur général. En 2016, il est nommé ministre des Affaires étrangères, des communautés et de la Défense dans le gouvernement Ulisses Correia e Silva .